# Двочастинна музична форма
Двочастинна форма — музична форма, що характеризується об'єднанням двох частин в одне ціле. В залежності від складності побудови частин, з яких вона складається, розрізняють:
- просту двочастинну форму, якщо перша з яких є періодом, а друга не містить форм складніших, ніж період.
- складну двочастинну форму, якщо її частини являють собою структури, складніші ніж період.